# Wahlkreis Alloa and Grangemouth
Der Wahlkreis Alloa and Grangemouth ist ein Wahlkreis (englisch constituency) für die Wahl eines Abgeordneten des britischen Unterhauses (House of Commons).

## Ergebnisse

### Parlamentswahl 2024
| Kandidaten           | Kandidaten        | Parteien                 | Stimmen | %    |
| -------------------- | ----------------- | ------------------------ | ------- | ---- |
|                      | Brian Leishman    | Labour Party             | 18.039  | 43,8 |
|                      | John Nicolson     | Scottish National Party  | 11.917  | 28,9 |
|                      | Richard Fairley   | Reform UK                | 3.804   | 9,2  |
|                      | Rachel Nunn       | Conservative Party       | 3.127   | 7,6  |
|                      | Nariese Whyte     | Scottish Green Party     | 1.421   | 3,4  |
|                      | Adrian May        | Liberal Democrats        | 1.151   | 2,8  |
|                      | Eva Comrie        | unabhängig               | 881     | 2,1  |
|                      | Kenny MacAskill   | Alba Party               | 638     | 1,5  |
|                      | Tom Flanagan      | Workers Party of Britain | 223     | 0,5  |
| Gesamt               | Gesamt            | Gesamt                   | 41.201  | 100  |
|                      |                   |                          |         |      |
| Ungültige Stimmen    | Ungültige Stimmen | Ungültige Stimmen        | 74      | 0,2  |
| Wähler               | Wähler            | Wähler                   | 41.275  | 58,4 |
| Wahlberechtigte      | Wahlberechtigte   | Wahlberechtigte          | 70.680  |      |
|                      |                   |                          |         |      |
| Quelle: UK Parlament |                   |                          |         |      |